# Cipriano di Tolone
Cipriano (... – 546 circa) fu vescovo di Tolone nella prima metà del VI secolo. È venerato come santo dalla Chiesa cattolica.
Cipriano è stato discepolo e biografo di san Cesario d'Arles. Dalla Vita Cesarii Arelatensis sappiamo che fu ordinato diacono da Cesario nel 506 e da lui consacrato vescovo qualche tempo prima del 517.
Come vescovo di Tolone, Cipriano prese parte a numerosi concili franchi nella prima metà del VI secolo che si opposero alla dottrina semipelagiana: Arles il 16 giugno 524, Carpentras il 6 novembre 527, Orange il 3 luglio 529, Vaison il 5 novembre 529, Valence nel 529, Marsiglia il 26 maggio 533, Orléans il 14 maggio 541. In particolare, a causa della sua assenza, Cesario incaricò Cipriano di guidare il concilio di Valence nel 529, durante il quale il vescovo di Tolone riuscì a convincere i vescovi presenti ad accettare la dottrina cattolica sulla grazia e il libero arbitrio stabilita nel concilio di Orange di qualche mese prima.
Oltre alla Vita Cesarii, morto nel 542 o nel 543, di Cipriano è stata conservata una lettera sulla dottrina dell'Incarnazione, scritta per Massimo, vescovo di Ginevra.
Non si conosce la sua data di morte. Il suo successore sulla cattedra di Tolone, Palladio, è documentato per la prima volta nel 549, per cui la sua morte è da assegnarsi attorno al 546.
Assente nel Martirologio Romano redatto dal Baronio, la sua ricorrenza è stata inserita nell'odierno martirologio, riformato a norma dei decreti del concilio Vaticano II, alla data del 3 ottobre: